# Acanthocepola
Acanthocepola är ett släkte av fiskar. Acanthocepola ingår i familjen Cepolidae.
Kladogram enligt Catalogue of Life:
| Acanthocepola | \| \| Acanthocepola abbreviata \| \| \| \| \| \| Acanthocepola indica \| \| \| \| \| \| Acanthocepola krusensternii \| \| \| \| \| \| Acanthocepola limbata \| \| \| \| |
|               | \| \| Acanthocepola abbreviata \| \| \| \| \| \| Acanthocepola indica \| \| \| \| \| \| Acanthocepola krusensternii \| \| \| \| \| \| Acanthocepola limbata \| \| \| \| |
|               | Cepola |
|               | |
|               | Owstonia |
|               | |
|               | Pseudocepola |
|               | |
|               | Sphenanthias |
|               | |
|               | Acanthocepola abbreviata |
|               | |
|               | Acanthocepola indica |
|               | |
|               | Acanthocepola krusensternii |
|               | |
|               | Acanthocepola limbata |
|               | |

|  | Acanthocepola abbreviata    |
|  |                             |
|  | Acanthocepola indica        |
|  |                             |
|  | Acanthocepola krusensternii |
|  |                             |
|  | Acanthocepola limbata       |
|  |                             |

## Bildgalleri

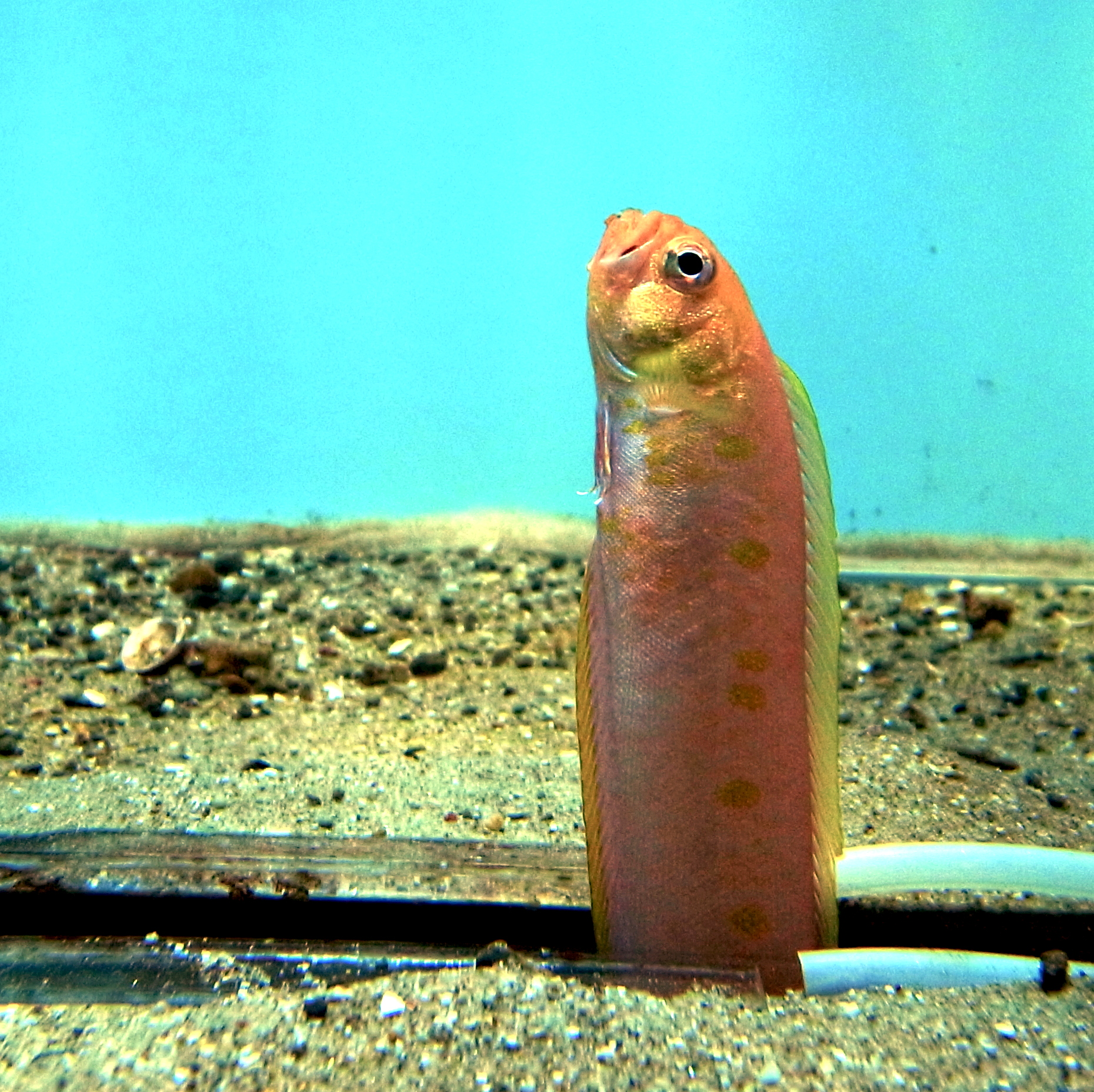
Acanthocepola krusensternii.
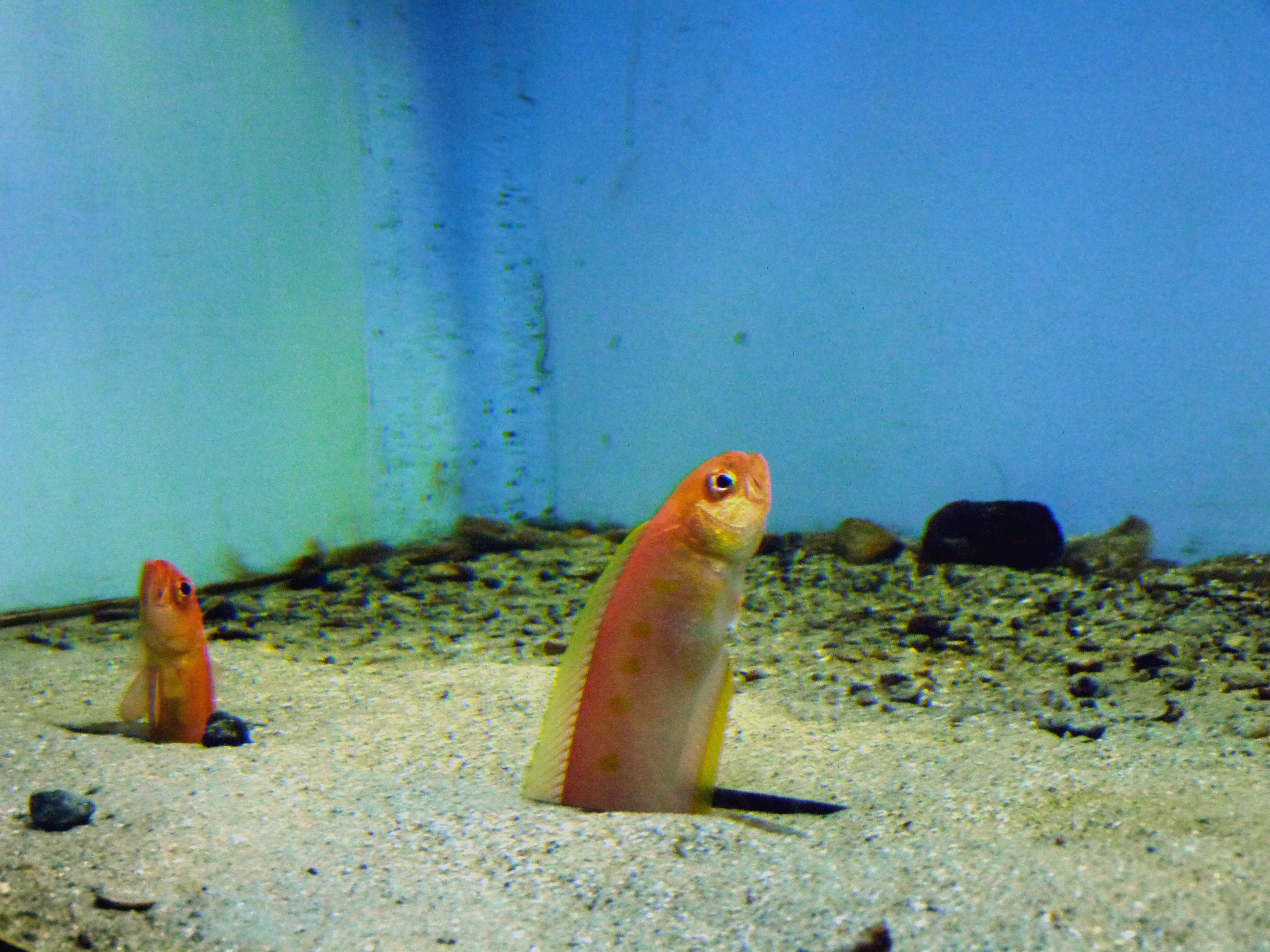
Acanthocepola krusensternii.